# Ed Lewis (wrestler)
Robert Herman Julius Friedrich (ur. 30 czerwca 1891 w Nekoosie, zm. 8 sierpnia 1966 w Muskogee) – amerykański wrestler, czterokrotny posiadacz oryginalnego mistrzostwa świata i jeden z trzech najbardziej wpływowych organizatorów walk wrestlerskich w latach 20. XX wieku, którzy współpracowali ze sobą tworząc grupę o nazwie Gold Dust Trio.

## Życiorys
Robert Herman Julius Friedrich urodził się 30 czerwca 1891 w Nekoosie w stanie Wisconsin

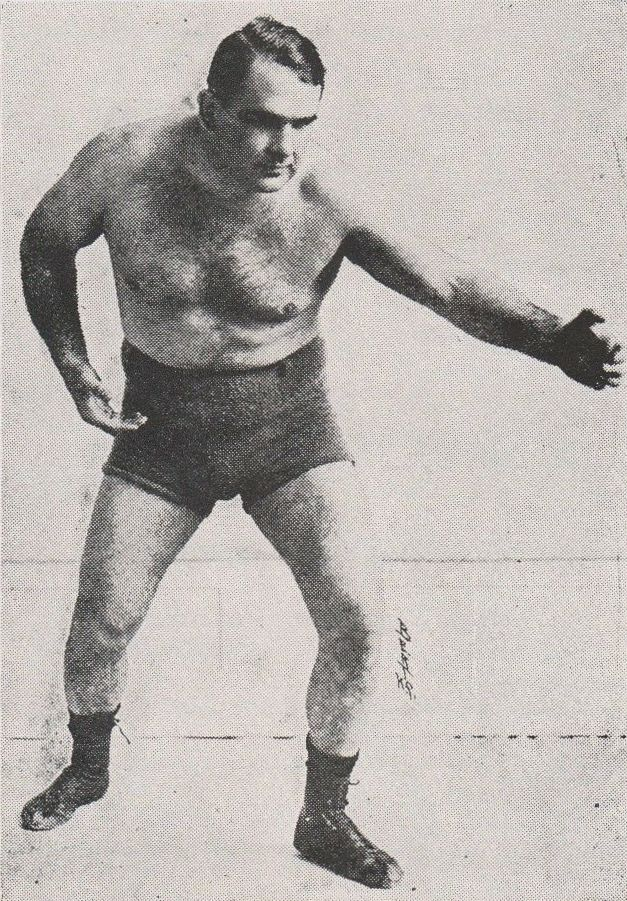
Ed Lewis w stroju wrestlerskim 6 stycznia 1942

Twierdził, że uprawia zapasy od 14 roku życia, ale jego pierwsza udokumentowana walka miała miejsce 10 czerwca 1913 w Galesburg w stanie Illinois. Występował wtedy pod swoim prawdziwym imieniem, Bob Friedrich. Wkrótce przyjął Pseudonim ringowy Ed Lewis ku czci zmarłego w 1899 wrestlera Evana Lewisa. Przyjął też pseudonim Strangler, czyli z angielskiego Dusiciel, którym również posługiwał się Evan Lewis. Jego finisherem był headlock, w jego wersji zwany Strangle Hold. Lewis mówił dziennikarzom, że często praktykuje ten chwyt na drewnianej głowie, wewnątrz której znajdują się mocne stalowe sprężyny, i teoretycznie mógłby rozłupać przeciwnikowi czaszkę.
18 września 1913 pokonał Dr. B.F. Rollera w walce typu Two-out-of-three falls match o mistrzostwo American Heavyweight, a 13 grudnia 1920 w Nowym Jorku pokonał panującego wówczas mistrza świata Joe Stechera w walce o World Heavyweight Wrestling Championship. U schyłku swojej kariery był łącznie czterokrotnym posiadaczem tego tytułu. Jego menedżerem był Billy Sandow. W latach 20 XX wieku Lewis, Sandow i Toots Mondt współpracowali ze sobą i stali się najbardziej wpływowymi organizatorami walk wrestlerskich w Stanach Zjednoczonych. Nazywano ich Gold Dust Trio. 20 września 1934 Lewis stoczył walkę o oryginalne mistrzostwo świata przeciwko Jimowi Londosowi na stadionie Wrigley Field w Chicago, przed widownią liczącą około 35 tysięcy osób. W tamtych czasach była to jedna z najliczniejszych widowni na wydarzeniu związanym z wrestlingiem. Z czasem Lewis zaczął ślepnąć z powodu jaglicy, co było bezpośrednią przyczyną podjęcia przez niego decyzji o przejściu na emeryturę w 1937. Mimo prawnie stwierdzonej niepełnosprawności wzrokowej, powrócił do zawodu w 1941, w wieku pięćdziesięciu lat. Stoczył co najmniej 47 walk w 1942 i ponad 100 w 1943. Jego ostatnia walka miała miejsce 21 stycznia 1948 w Honolulu w stanie Hawaje. Po zakończeniu kariery wrestlera został ambasadorem dobrej woli National Wrestling Alliance i odgrywał rolę menedżera w wrestlingu. W końcu całkowicie stracił wzrok.
Zmarł 8 sierpnia 1966 w Muskogee w stanie Oklahoma. Został pochowany na Cmentarzu Narodowym w Arlington.

## Mistrzostwa i osiągnięcia
- American Wrestling Association (Boston)
  - AWA World Heavyweight Championship (2 razy)
- Championship Wrestling from Florida
  - NWA Florida Heavyweight Championship (1 raz)
- Midwest Wrestling Association (Kansas)
  - MWA World Heavyweight Championship (Kansas) (1 raz)
- Midwest Wrestling Association (Ohio)
  - MWA World Heavyweight Championship (Ohio) (1 raz)
- New York State Athletic Commission
  - NYSAC World Heavyweight Championship (1 raz)
- World Wrestling Entertainment
  - WWE Hall of Fame (2016)
- Inne mistrzostwa
  - American Heavyweight Championship (1 raz)
  - World Heavyweight Championship (AWA) (2 razy)
  - World Heavyweight Wrestling Championship (4 razy)[2]
- Professional Wrestling Hall of Fame and Museum
  - Wprowadzony w 2002[7]
- Wrestling Observer Newsletter
  - Wrestling Observer Newsletter Hall of Fame (1996)[2]